# Morte de Alexandre, o Grande
A morte de Alexandre, o Grande e eventos relacionados subsequentes têm sido objeto de debates. De acordo com um diário astronômico babilônico, Alexandre morreu no palácio de Nabucodonosor II na Babilônia entre a noite de 10 de junho e a noite de 11 de junho de 323 a.C., com a idade de trinta e dois anos.
Macedônios e moradores locais choraram com a notícia da morte, enquanto os súditos aquemênidas rasparam a cabeça. A mãe de Dario III, Sisygambis, ao saber da morte de Alexandre, recusou o sustento e morreu alguns dias depois. Os historiadores variam em suas avaliações de fontes primárias sobre a morte de Alexandre, o que resultou em diferentes visões sobre sua causa e circunstâncias.